# کارولا سوربرگ
کارولا سوربرگ (انگلیسی: Carola Söberg؛ زادهٔ ۲۹ ژوئیهٔ ۱۹۸۲) بازیکن فوتبال اهل سوئد است.
از باشگاه‌هایی که در آن بازی کرده‌است می‌توان به باشگاه فوتبال زنان تیرسو، اومئا آی‌کی، باشگاه فوتبال کیف اوربرو دی‌اف‌اف، و کیوب ایکو اشاره کرد.
وی همچنین در تیم ملی فوتبال زنان سوئد بازی کرده‌است.